# Nebojša
Nebojša je moško osebno ime.

## Izvor imena
Ime Nebojša je južnoslovansko ime, ki je k nam prišlo s priseljenci iz republik Jugoslavije. Ime je tvorjeno iz glagola boj-ati z nikalnico ne in pripono -ša in pomeni »kdor se ne boji«.

## Različici imena
Neboja, Nebojiša, 

## Pogostost imena
Po podatkih Statističnega urada Republike Slovenije je bilo na dan 31. decembra 2007 v Sloveniji število moških oseb z imenom Nebojša: 315.